# Golden Ridge
Golden Ridge is een spookdorp in de regio Goldfields-Esperance in West-Australië. Golden Ridge maakt deel uit van het lokale bestuursgebied (LGA) City of Kalgoorlie-Boulder.

## Geschiedenis
Volgens de plaatselijke folklore waren in de streek rond 1895 Italiaanse goudzoekers actief. Een van hen hing zijn waterzak aan een tak van een boom. Toen hij later terugkeerde bleek een tak de waterzak te hebben doorboord. In gebroken Engels riep de man "water fall". Toen hij de waterzak opraapte ontwaarde hij goud dat door het water beter zichtbaar was geworden. Hoewel er honderden kilometers in de omgeving geen waterval aanwezig was werd de omgeving vervolgens Waterfall genoemd.
In december 1910 werd het plaatsje Waterfall op vraag van de Waterfall Progress Committee officieel gesticht. Om verwarring met een gelijknamige plaats in New South Wales tegen te gaan werd de naam in maart 1911 officieel in Golden Ridge veranderd. Rond 1913-14 werd er een spoorwegstation aan de Trans-Australian Railway geopend. De Golden Ridge-goudmijn zou nog tot ver in de twintigste eeuw actief blijven al werd ze geregeld gesloten of in andere handen overgelaten.

## Transport
Golden Ridge ligt 615 kilometer ten oostnoordoosten van de West-Australische hoofdstad Perth, 196 kilometer ten noorden van het aan de Coolgardie–Esperance Highway gelegen Norseman en 20 kilometer ten zuidoosten van het aan de Goldfields Highway gelegen Kalgoorlie, de hoofdplaats van het lokale bestuursgebied waarvan het deel uitmaakt.
De Trans-Australian Railway loopt langs Golden Ridge maar er stoppen geen treinen.

## Klimaat
Golden Ridge kent een warm steppeklimaat, BSh volgens de klimaatclassificatie van Köppen.